# Приёмыхов, Валерий Михайлович
Вале́рий Миха́йлович Приёмыхов (26 декабря 1943, Куйбышевка-Восточная, Хабаровский край (ныне Белогорск, Амурская область) — 25 августа 2000, Москва, Россия) — советский и российский актёр театра и кино, кинорежиссёр, сценарист и писатель. Заслуженный деятель искусств Российской Федерации (1994).

## Биография
Родился в городе Куйбышевка-Восточная Амурской области. В 1950-х годах переехал с родителями в город Свободный, где его отец работал в Управлении Амурской железной дороги. Учился в свободненской средней школе № 6, которая теперь носит его имя. Вскоре семья Приёмыховых уехала в Благовещенск, где Валерий окончил среднюю школу.
Актёрскую деятельность начал на сцене Уссурийского драматического театра. Окончил театральный факультет Дальневосточного педагогического института искусств (1966). По окончании учёбы в 1966 году Приёмыхова распределили в Русский драматический театр имени Н.К. Крупской в городе Фрунзе. Он проработал в этом театре около трёх лет, прежде чем решился уехать в столицу.
В 1969 году в Москве Валерий стал студентом сценарного факультета Всесоюзного государственного института кинематографии (мастерская И. Маневича). Для проживания ему дали место в общежитии. Чтобы заработать немного денег на жизнь, устроился на подработку кочегаром. Позже он пошёл подрабатывать дворником в Библиотеке имени Ушинского. К этой профессии полагалось жильё — дворницкая, куда Приёмыхов и переехал из общежития. Учился он хорошо, к занятиям всегда готовился основательно. Кроме учёбы и работы находил немного времени, чтобы читать и писать.
Окончил ВГИК в 1973 году.
Член жюри I—IV Конкурсов студенческих фильмов на соискание премий «Святой Анны».

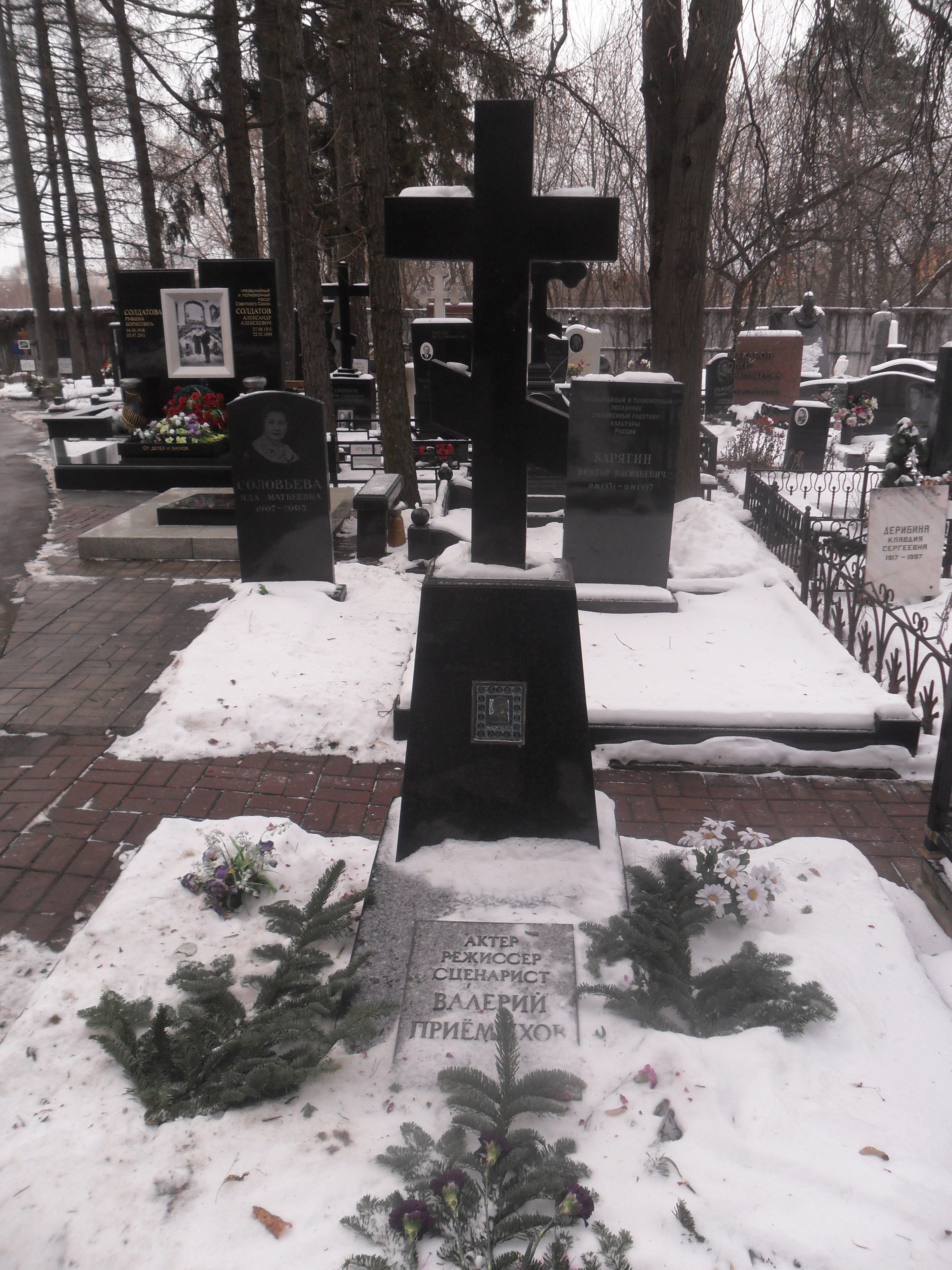
Могила Приёмыхова на Кунцевском кладбище Москвы.

За роль Паши Антонова в фильме «Пацаны» (1984) получил свою первую Государственную премию.
Вторую Государственную премию получил за исполнение главной роли в фильме «Холодное лето пятьдесят третьего…» (1987). В последние годы работал в должности главного редактора Киностудии имени Горького.
Скончался рано утром 25 августа 2000 года на 57-м году жизни от опухоли головного мозга, похоронен в Москве на Кунцевском кладбище (10 уч.).

## Личная жизнь
Отец — Михаил Иванович Приёмыхов, работал в Белогорском паровозном депо. Мать — Нина Приёмыхова.
С 1973 по 1982 год состоял в фактическом браке с актрисой, администратором «Ленфильма» Ларисой Марченко (род. 1950). Дочь — Нина Приёмыхова (род. 1977), получила экономическое образование в МГИМО, замужем вторым браком за бизнесменом Романом Елисаветским, имеет троих детей — Петра, Меланию и Арсения.
Первая жена (с 1983 по 1987) — Ольга Машная (род. 1964), заслуженная артистка Российской Федерации. Совместных детей нет.
Состоял в отношениях с Ириной Баскаковой (род. 1956), легкоатлеткой-спринтером. Дочь — Ксения Баскакова (род. 1988), сценарист, режиссёр, актриса.
Вторая жена (с 1989 по 2000) — Любовь Шутова. Познакомились в Одессе на съёмках фильма «Штаны». Совместных детей нет.

## Фильмография

### Актёр
- 1979 — Жена ушла — Александр Михайлович Клюев, он же «Чанита»
- 1980 — Никудышная — прапорщик-пограничник
- 1981 — Личная жизнь директора — Игорь Сергеевич Новиков
- 1981 — Что бы ты выбрал? — жених
- 1983 — Пацаны — Павел Васильевич Антонов, начальник летнего спортивно-трудового лагеря
- 1984 — Дети раздоров — художник
- 1984 — Милый, дорогой, любимый, единственный… — Вадим Сарохтин
- 1985 — Простая смерть… (по произведению Л. Н. Толстого «Смерть Ивана Ильича») — Иван Ильич
- 1986 — Тихое следствие — Алексей Дмитриевич Юханов
- 1986 — Попутчик — Николай Костылин
- 1987 — На исходе ночи — советский капитан
- 1987 — Мой боевой расчёт — старший лейтенант милиции Гречушкин
- 1987 — Холодное лето пятьдесят третьего… — Сергей Басаргин («Лузга»)
- 1988 — Наш бронепоезд — Евгений Маркович Рудич, политзаключённый
- 1988 — Одно воскресенье — Валера
- 1988 — Продление рода
- 1988 — Штаны — следователь Валентин Сергеевич Мишин
- 1991 — Мигранты[6]
- 1992 — Слава богу, не в Америке[7] — Юдин
- 1992 — Солнечный день в конце лета (короткометражный фильм) — дед
- 1994 — Игра
- 1994 — Псы 2 / Psy 2: Ostatnia krew — Савчук
- 1995 — Время печали ещё не пришло — Иванов
- 1995 — Крестоносец — Слава «Дохлый»
- 1997 — Мама, не горюй — дядя
- 1998 — День полнолуния — сценарист
- 1998 — Кто, если не мы — Геннадий Самохин
- 2000 — Каменская (серия «Не мешайте палачу») — «палач» Сауляк

### Режиссёр
- 1988 — Штаны
- 1991 — Мигранты
- 1998 — Кто, если не мы

### Сценарист
- 1975 — Иван и Коломбина
- 1975 — Кошки-мышки
- 1977 — Миг удачи (Свердловская киностудия)
- 1977 — Дикий Гаврила
- 1978 — Младший научный сотрудник
- 1980 — Никудышная
- 1983 — Магия чёрная и белая (в 1989 году — одноимённая публикация в журнале «Костёр» в формате детской повести)
- 1984 — Милый, дорогой, любимый, единственный…
- 1987 — Взломщик
- 1988 — Штаны
- 1989 — Князь Удача Андреевич
- 1991 — Мигранты
- 1995 — Крестоносец
- 1998 — Кто, если не мы
- 1999 — Владимир Святой

## Награды и достижения
- Лауреат Государственных премий СССР:
  - 1984 — за фильм «Пацаны»
  - 1989 — за фильм «Холодное лето пятьдесят третьего…»
- Лучший актёр года по опросу журнала «Советский экран» (1988)
- Заслуженный деятель искусств Российской Федерации (1994) — за заслуги в области киноискусства[8]
- Премия «Ника» в номинации «Лучшая сценарная работа» (1999) — за фильм «Кто, если не мы»
- Специальный приз 45-го МКФ в Таормине (Италия) (1999) — за фильм «Кто, если не мы»
- Лауреат Государственной премии России в области литературы и искусства 1999 года за произведения для детей и юношества (2000) — за художественное воплощение на киноэкране проблем молодёжи и подростков[9]

## Память
- В Благовещенске в сквере Дворца профсоюзов установлен бюст В.М. Приёмыхова. Торжественно открыт 7 октября 2002 года во время проведения творческого форума «Эхо киношока на Амуре», который потом стал кинофестивалем «Амурская осень». Автор памятника – Владислав Петрович Афанасьев.[10]
- Средняя общеобразовательная школа №6 в городе Свободный носит имя В.М. Приёмыхова.[11]
- Центр культурного развития в г. Белогорск Амурской области носит имя В.М. Приёмыхова